# The Boy from Oklahoma
The Boy from Oklahoma is een Amerikaanse western uit 1954 onder regie van Michael Curtiz.

## Verhaal
Tom Brewster kan goed overweg met de lasso, maar niet met een revolver. Hij is een student in de rechten en hij aanvaardt de baan van sheriff om zo zijn studie te kunnen betalen. De vorige sheriff werd vermoord en Tom gaat de dader zoeken. Het spoor leidt naar Barney Turlock, die Tom als sheriff heeft aangesteld.

## Rolverdeling
| Acteur           | Personage       |
| ---------------- | --------------- |
| Will Rogers jr.  | Tom Brewster    |
| Nancy Olson      | Katie Brannigan |
| Lon Chaney jr.   | Crazy Charlie   |
| Anthony Caruso   | Banrey Turlock  |
| Wallace Ford     | Wally Higgins   |
| Clem Bevans      | Pop Pruty       |
| Merv Griffin     | Steve           |
| Louis Jean Heydt | Paul Evans      |
| Sheb Wooley      | Pete Martin     |
| Slim Pickens     | Shorty          |
| Tyler MacDuff    | Billy the Kid   |
| James Griffith   | Joe Downey      |